# Bujanka plamoskrzydła
Bujanka plamoskrzydła (Bombylius discolor) – gatunek muchówki z rodziny bujankowatych i podrodziny Bombyliinae. Zamieszkuje Europę, Afrykę Północną i Azję Zachodnią. Postacie dorosłe żerują na nektarze, zaś larwy są parazytoidami pszczół.

## Taksonomia
Gatunek ten opisany został po raz pierwszy w 1796 roku przez Johanna Christiana Mikana. Lokalizacja typowa znajduje się w Czechach.

## Morfologia

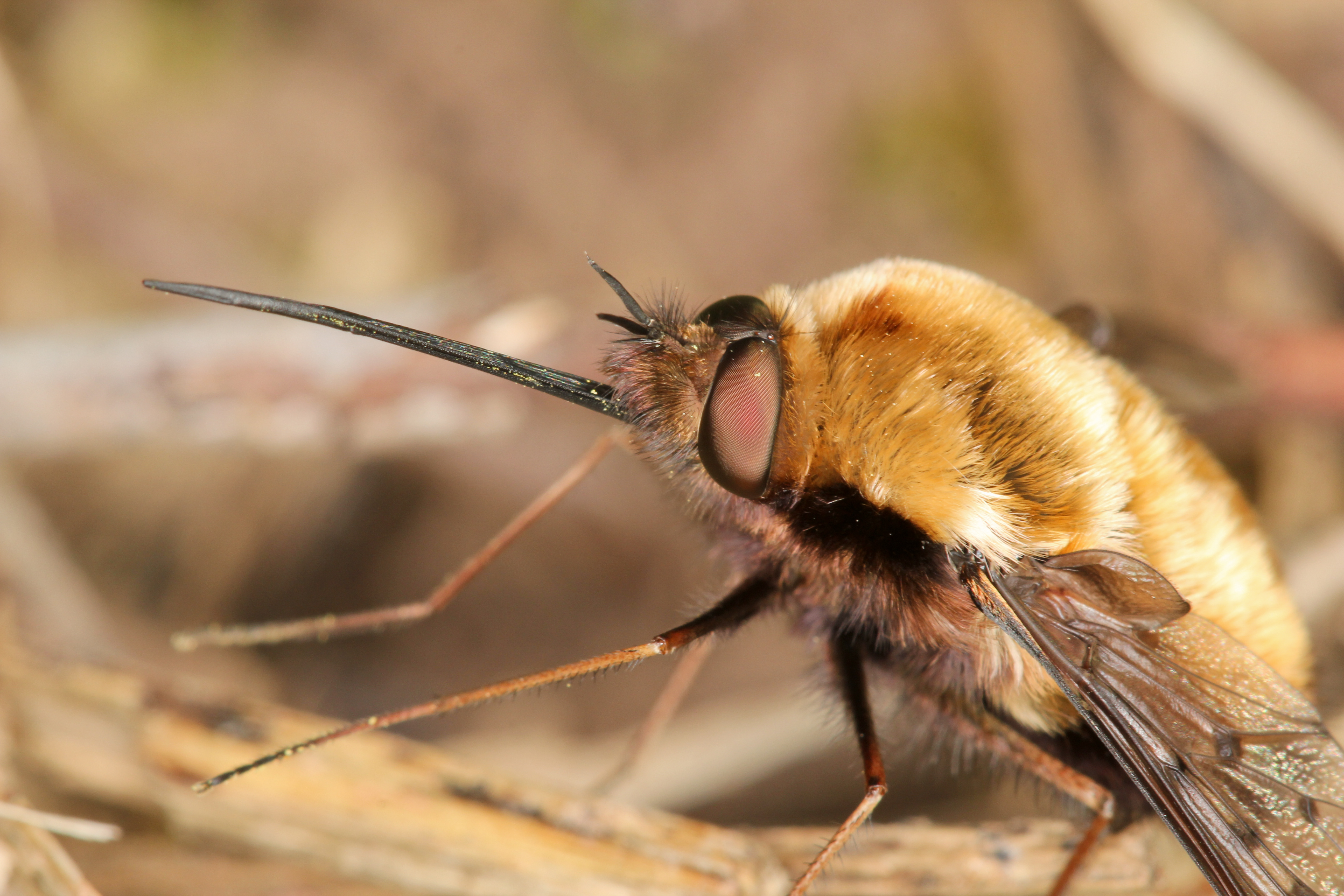
Widok z boku

Muchówka ta osiąga od 10 do 16 mm długości ciała o zwartej budowie. W całości porośnięta jest puszystym i długim owłosieniem o dominującej barwie pomarańczowej lub złocistej.
Głowa jest dość mała, znacznie węższa od tułowia, w widoku bocznym mniej więcej trójkątna. Wyposażona jest w długi, smukły, sterczący ku przodowi ryjek i dość krótkie głaszczki. Potylica porośnięta jest jasnymi włoskami, natomiast pozbawiona jest jasnych szczecinek zaocznych. Oczy złożone u samic są szeroko rozstawione, u samców zaś stykają się ze sobą na odcinku krótszym od długości wzgórka przyoczkowego. Czułki są wąsko rozstawione i mniej więcej tak długie jak głowa, a ich trzeci człon jest u obu płci wąski i niespłaszczony.
Tułów jest krótki i szeroki, z owłosieniem brunatnym w kępce na przedzie i w pasach od guzków barkowych do nasad skrzydeł, gdzie indziej zaś owłosiony jaśniej. Kolor przezmianek jest jasnobrunatny. Skrzydła są przejrzyste z licznymi, drobnymi, izolowanymi, ciemnymi plamkami. Stosunkowo smukłe odnóża mają uda czarne z żółtymi wierzchołkami, golenie i pierwsze człony stóp żółte, a dalsze człony stóp brunatnoczarne.
Odwłok jest krótki i szeroki, szerszy od tułowia, niejednorodnie owłosiony. Trzy jego początkowe tergity mają owłosienie złociste, zaś trzy tergity ostatnie owłosienie ciemnobrunatne.

## Ekologia i występowanie
Owad ciepłolubny. Zasiedla skraje lasów, leśne dukty, polany, ugory, murawy oraz ogrody. Osobniki dorosłe aktywne są od końca marca do czerwca. Odwiedzają kwiaty celem żerowania na nektarze. Latają nisko, lotem zygzakowatym. Chętnie przysiadają na nasłonecznionej powierzchni gleby. Larwy są parazytoidami pszczół.
Gatunek palearktyczny. W Europie znany jest z Portugalii, Hiszpanii, Wielkiej Brytanii, Francji, Belgii, Niemiec, Szwajcarii, Austrii, Włoch, Danii, Finlandii, Estonii, Łotwy, Litwy, Polski, Czech, Słowacji, Węgier, Białorusi, Ukrainy, Mołdawii, Rumunii, Słowenii, Chorwacji, Serbii, Grecji oraz europejskiej części Rosji.  W Afryce Północnej zamieszkuje Algierię i Libię. Z Azji wykazany z Turcji, Gruzji, Armenii, Azerbejdżanu i Iranu.